# Ricky Valance
Ricky Valance, nacido como David Spencer (Ynysddu, Gales; 10 de abril de 1936-12 de junio de 2020) fue un cantante británico conocido fundamentalmente por el sencillo "Tell Laura I Love Her", que vendió más de siete millones de copias en los años 60.

## Biografía
Nacido como David Spencer en Ynysddu, Monmouthshire, Gales, fue el mayor de siete hermanos. Con diecisiete años se alistó en la RAF.
Comenzó su carrera musical cuando terminó el servicio militar. Durante varios años actuó en clubes antes de ser descubierto por un A&R de la discográfica EMI, que le asignó al productor Norrie Paramor, firmando contrato con el sello Columbia. En su primera sesión de grabación, a Valance se le dio la oportunidad de grabar una versión del tema de Ray Peterson, "Tell Laura I Love Her". El sencillo alcanzó el número uno de las listas de éxitos en septiembre de 1960, gracias a la emisión airplay en Radio Luxembourg.
A pesar del éxito, la BBC se negó a emitir el tema, debido a la política de la emisora respecto a las canciones estilo "teenage tragedy".
La versión original deRay Peterson de "Tell Laura I Love Her", compuesta junto a Jeff Barry, no fue publicada en el Reino Unido, ya que Decca Records consideró que el tema era de mal gusto. Posteriormente, EMI pensó en Valance para grabar una versión. Valance se convirtió en el primer galés que alcanzó el número 1 en las listas británicas.
Tras alcanzar el éxito en las listas británicas, Valance se presentó en 1961 a la competición A Song For Europe , con la esperanza de representar al Reino Unido en el festival de Eurovisión. Su canción, "Why Can't We?", quedó en tercera posición de las nueve que se presentaron. El tema elegido finalmente fue "Are You Sure?" de the Allisons.
Algunos de sus siguientes sencillos, como "Movin' Away", "Jimmy's Girl" y "Six Boys" alcanzaron ventas superiores a 100.000 copias y llegaron al número uno en diversas partes de Europa y en Australia. 
Valance se retiró a vivir a Cabo Roig, en Torrevieja, España, donde actuó ocasionalmente. También contaba con una casa en Blaenau Gwent, Gales.[cita requerida] En 2015 regresó al Reino Unido.
Su fallecimiento fue comunicado el 13 de junio de 2020, permanecía ingresado en un hospital a causa de la demencia senil que padecía.

## Sencillos

### Columbia
- DB4493 - "Tell Laura I Love Her" / "Once Upon a Time" (1960)
- DB4543 - "Movin' Away" / "Lipstick on Your Lips" (1960)
- DB4586 - "Jimmy's Girl" / "Only the Young" (1961)
- DB4592 - "Why Can't We" / "Fisherboy" (1961)
- DB4680 - "Bobby" / "I Want to Fall in Love" (1961)
- DB4725 - "I Never Had a Chance" / "It's Not True" (1961)
- DB4787 - "Try to Forget Her" / "At Times Like These" (1962)
- DB4864 - "Don't Play No.9" / "Till the Final Curtain Falls" (1962)

### Decca
- F12129 - "Six Boys" / "A Face in the Crowd" (1965)

### Crystal
- CR7004 - "Abigail" / "My Summer Love" (1969) (as Jason Merryweather)

### Tank
- BSS313 - "Hello Mary Lou" / "Walking in the Sunshine" (1978)

### Umbrella
- UMO111 - "Daddy's Little Girl" / "Ticket to Dream" (1988)

### One Media iP
- "Welcome Home" / "Tell Laura I Love Her" (55th Anniversary Edition) (2016)[13]